# When Everyone Has Gone
When Everyone Has Gone är jazzgruppen Esbjörn Svensson Trios debutalbum från 1993.

## Låtlista
All musik är skriven av Esbjörn Svensson om inget annat anges.
1. When Everyone Has Gone – 6:43
2. Fingertrip – 8:30
3. Free Four – 6:43
4. Stella by Starligth (Victor Young) – 8:26
5. 4 am – 5:30
6. Mohammed Goes to New York, Part 1 – 4:15
7. Mohammed Goes to New York, Part 2 – 5:41
8. Waltz for the Lonely Ones – 3:58
9. Silly Walk – 5:35
10. Tough Tough – 4:18
11. Hands Off – 6:18

## Medverkande
- Esbjörn Svensson – piano
- Dan Berglund – bas
- Magnus Öström – trummor